# Fred Mallin
Frederick Granville Mallin (ur. 4 marca 1902 w Hackney w Londynie, zm. we wrześniu 1987 w Haringey) – brytyjski bokser, mistrz igrzysk Imperium Brytyjskiego, olimpijczyk.

## Kariera sportowa
Zajął 4. miejsce w wadze średniej (do 72,6 kg) na igrzyskach olimpijskich w 1928 w Amsterdamie. Wygrał dwie walki, w tym eliminacyjną z Jerzym Snoppkiem, przegrał w półfinale z Janem Heřmánkiem z Czechosłowacji, a w pojedynku o brązowy medal z Léonardem Steyaertem z Belgii.
Startując w reprezentacji Anglii zwyciężył w wadze średniej na igrzyskach Imperium Brytyjskiego w 1930 w Hamilton, wygrywając w finale z Australijczykiem Dudleyem Gallagherem.
Był mistrzem Anglii w wadze średniej w latach 1928–1932, a także wicemistrzem w 1927 i 1933.
Jego starszy brat Harry Mallin był dwukrotnym mistrzem olimpijskim w boksie w 1920 i 1924.